# Friedrich Meinecke

Friedrich Meinecke

Friedrich Meinecke (* 30. Oktober 1862 in Salzwedel; † 6. Februar 1954 in West-Berlin) war ein deutscher Historiker und Universitätsprofessor in Straßburg, Freiburg und Berlin. Er wurde „in der Zeit der Weimarer Republik und den ersten Jahren nach dem Zweiten Weltkrieg in der Bundesrepublik und wohl noch mehr im westlichen Ausland als der führende Repräsentant der deutschen Geschichtswissenschaft angesehen“. Er gilt als Begründer des Ansatzes der Ideengeschichte.

## Leben und Wirken

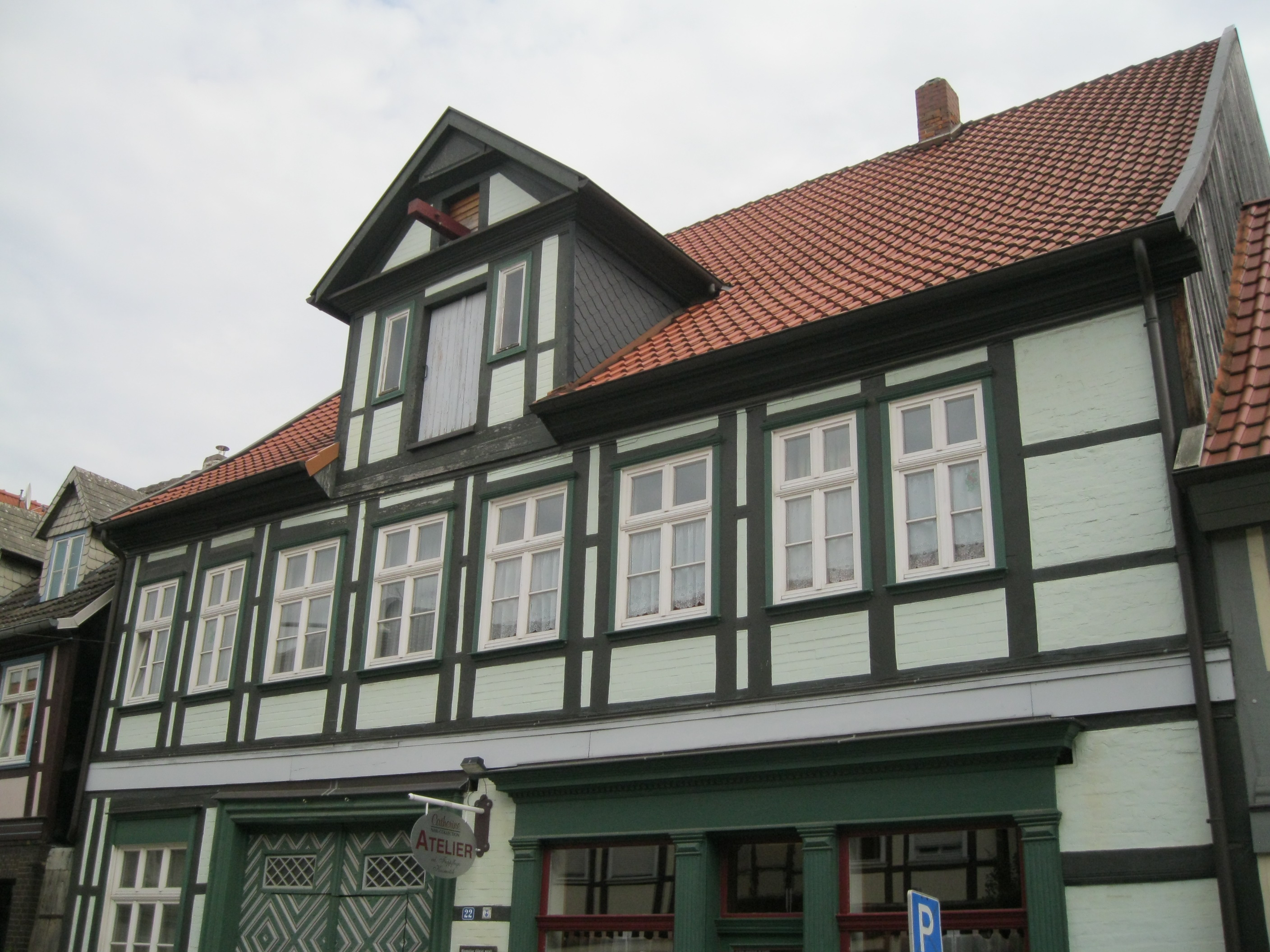
Geburtshaus von Friedrich Meinecke in Salzwedel

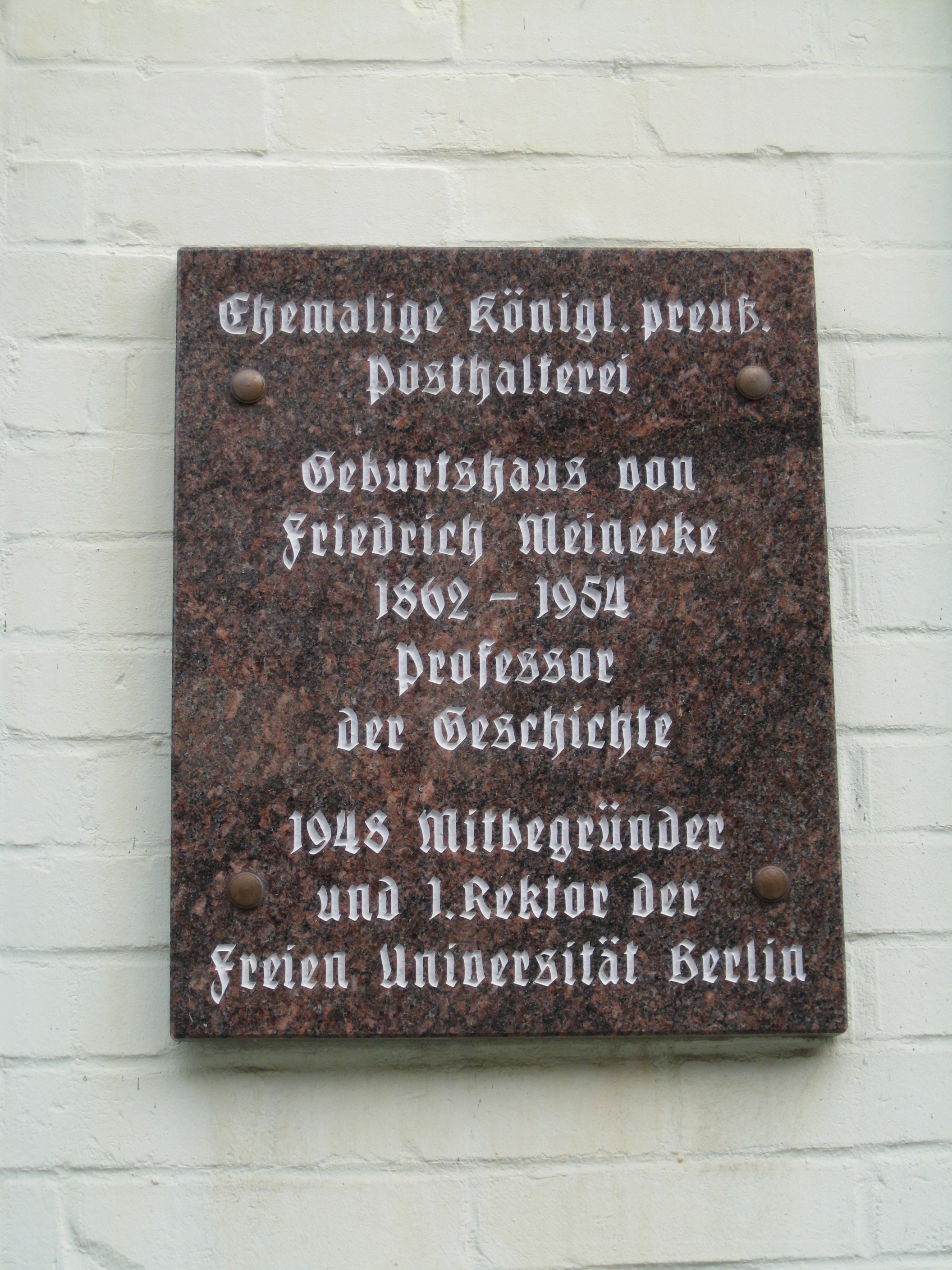
Inschrift am Geburtshaus

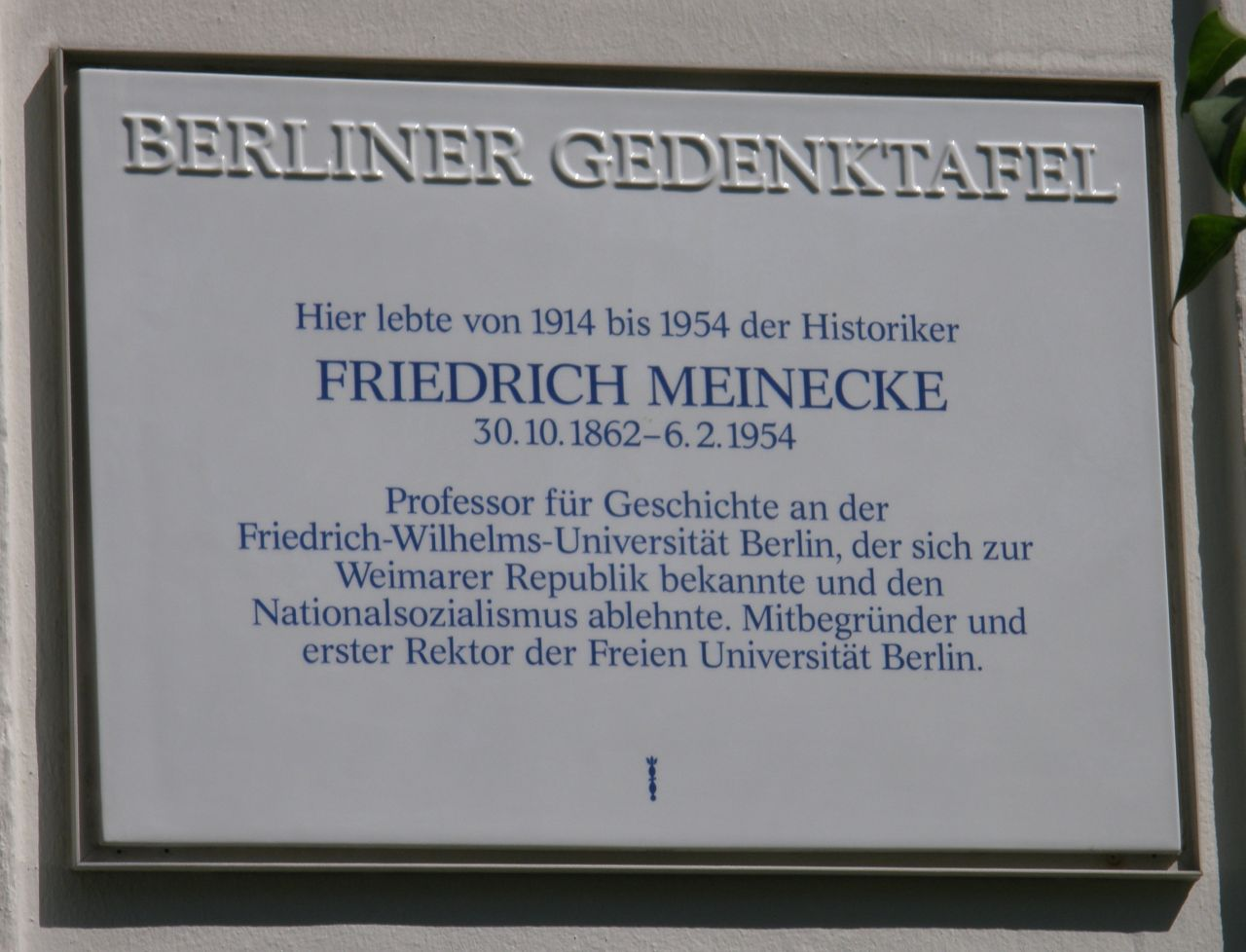
Gedenktafel am Haus Am Hirschsprung 13, Berlin-Zehlendorf

Friedrich Meinecke war Sohn des Postmeisters Friedrich Ludwig Meinecke. In der Familie kamen dieser und der Pfarrberuf seit Generationen häufig vor. Die „norddeutsch protestantische, bürgerliche und dem preußischen Staatsdienst gewidmete Welt“  hat Meinecke für sein späteres Leben geprägt. Seine ersten Lebensjahre verbrachte er in der Kleinstadt Salzwedel in der Altmark. Lothar Zechlin, der Vater des Historikers Egmont Zechlin, war sein Jugendfreund.
1871 wurde sein Vater nach Berlin strafversetzt, wo Friedrich Meinecke am Cöllnischen Gymnasium 1882 die Abiturprüfung ablegte. Anschließend studierte er an der Universität Berlin Germanistik und Geschichte. Er wurde 1886 mit Das Stralendorffsche Gutachten und der Jülicher Erbfolgestreit promoviert. Er trat der Verbindung Colonia bei, die später in der Berliner Burschenschaft Saravia aufging. 1909 war er Mitgründer und Vorstandsmitglied der Burschenschaftlichen Historischen Kommission, der heutigen Gesellschaft für burschenschaftliche Geschichtsforschung. Er leitete in den Jahren 1892/93 den Gesamtverein der Deutschen Geschichts- und Altertumsvereine.
Einflussreiche akademische Lehrer waren Heinrich von Sybel, Heinrich von Treitschke, Johann Gustav Droysen und Wilhelm Dilthey. Auf Wunsch Heinrich von Sybels übernahm Meinecke 1893 die Redaktion der Historischen Zeitschrift, des Hauptorgans der deutschen Geschichtswissenschaft. Er gab sie nach dem Tod Treitschkes 1896 bis 1935 allein oder federführend heraus. 1896 habilitierte sich Meinecke mit einer Biographie über Das Leben des Generalfeldmarschalls Hermann von Boyen an der Universität Berlin.
Nach einer Zeit als Privatdozent in Berlin erhielt er 1901 einen Ruf an die Universität Straßburg, 1906 an die Universität Freiburg. In die Zeit an den beiden oberrheinischen Universitäten fiel die Konzeption seiner drei Hauptwerke, Weltbürgertum und Nationalstaat. Studien zur Genesis des deutschen Nationalstaates (1908), Die Idee der Staatsräson in der neueren Geschichte (1924) und Die Entstehung des Historismus (1936). Seit 1909 war er außerordentliches und seit 1914 auswärtiges Mitglied der Heidelberger Akademie der Wissenschaften. 1911 wurde er korrespondierendes Mitglied der Bayerischen Akademie der Wissenschaften, 1915 ordentliches Mitglied der Preußischen Akademie der Wissenschaften. Diese Mitgliedschaft legte er 1950 aus Altersgründen nieder.
Meinecke gilt als der Erfinder der „Ideengeschichte“. Von ihm stammt der Satz, dass die Deutschen durch die Erfahrung der napoleonischen Besatzungszeit von „Weltbürgern“ zu „Nationalisten“ wurden. Er selbst bekannte sich ausdrücklich zu diesem Nationalismus, lehnte aber im Ersten Weltkrieg Annexionspläne über die deutschen Sprachgrenzen hinaus ab, erwog bis 1917 allerdings Umsiedlungsaktionen, bei denen polnische Großgrundbesitzer aus Westpreußen und Posen, Letten aus Kurland abgeschoben werden sollten.
Seit dem Winter 1914 war Meinecke Professor in Berlin und betätigte sich dort auch als „historisch-politischer Kommentator von hohem Rang“ (Ernst Schulin), als er ab 1915 für einen Verständigungsfrieden eintrat. 1917 war er an der Gründung des Volksbundes für Freiheit und Vaterland beteiligt als Gegengewicht zur extremistischen Deutschen Vaterlandspartei. Nach 1918 unterstützte er den neuen Staat mit den Worten: „Ich bleibe, der Vergangenheit zugewandt, Herzensmonarchist und werde, der Zukunft zugewandt, Vernunftrepublikaner.“ Gegen Ende des Krieges schrieb er, ebenso wie der jüngere Historikerkollege Egmont Zechlin, für die Norddeutsche Allgemeine Zeitung.

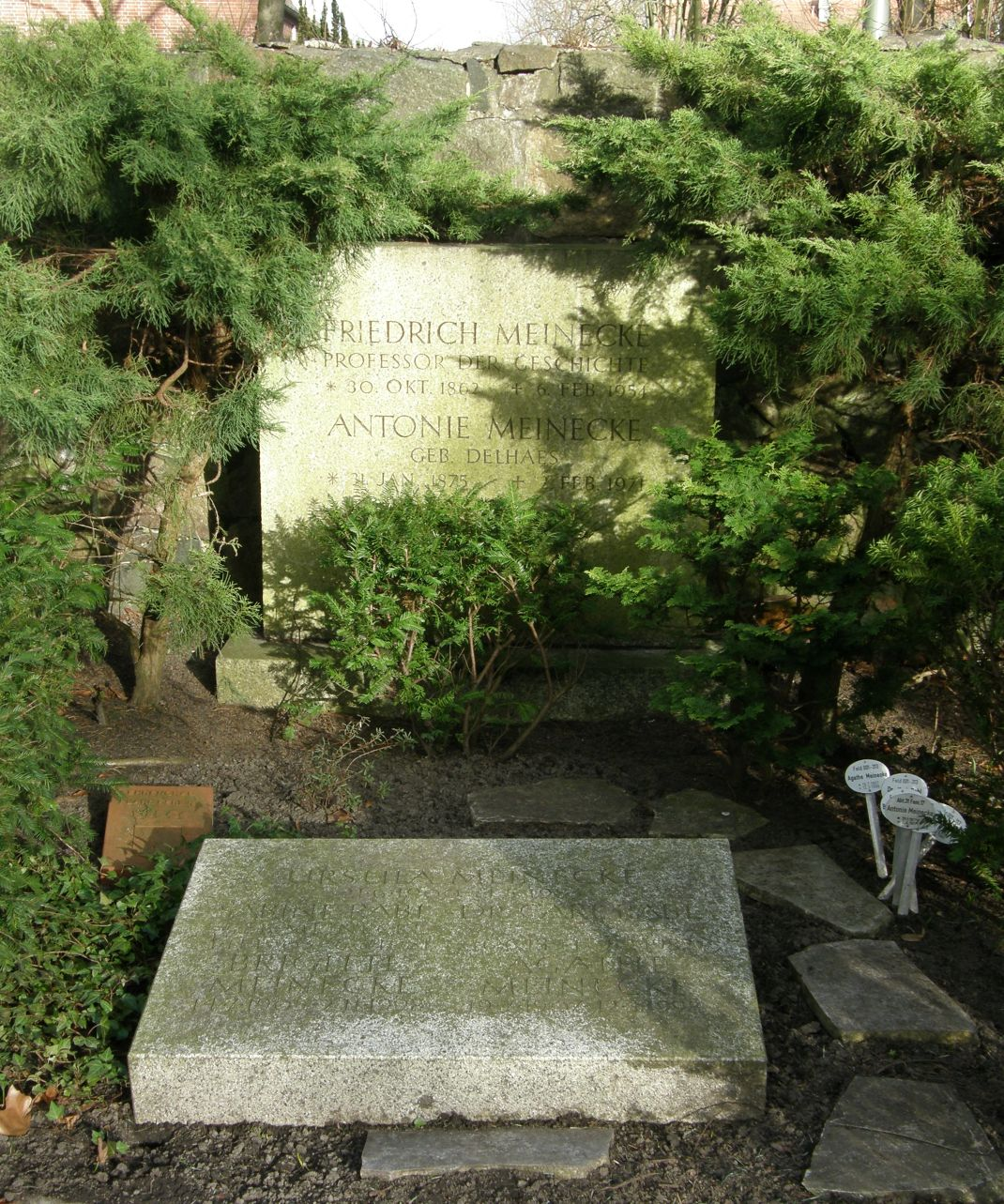
Ehrengrab, Friedhof Dahlem

1918 wurde er Mitgründer der Deutschen Demokratischen Partei. 1933 wurde er in die American Academy of Arts and Sciences gewählt. Nach seiner Emeritierung 1932 zog sich Meinecke in der Zeit des Nationalsozialismus aus allen öffentlichen Ämtern zurück, 1934 vom Vorsitz der 1928 auf seine Initiative hin gegründeten Historischen Reichskommission, 1935 nach einem Angriff auf Walter Frank aus der Redaktion der Historischen Zeitschrift. Als Meinecke 1937 zu einem Vortrag vor der Berliner Ortsvereinigung der Goethe-Gesellschaft eingeladen wurde, kursierte das Gerücht, dass er „auf der schwarzen Liste der Partei steht!“ Dennoch veröffentlichte er in dieser Zeit weiterhin Bücher u. a. sein drittes ideengeschichtliches Hauptwerk, Die Entstehung des Historismus und den ersten Teil seiner Autobiographie, Erlebtes. 1862–1901.
Im Alter von 82 Jahren verließ er im März 1945 sein Haus in Berlin-Dahlem und floh mit seiner Frau Antonie nach Franken, wo er das Kriegsende erlebte. Im Sommer holten ihn Freunde nach Göttingen, von wo er im Juli 1946 mit amerikanischer Hilfe – vermittelt durch seine emigrierten Schüler – nach Berlin zurückkehrte. Dort wurde er 1948 zum ersten, wenn auch eher Ehren-Rektor der Freien Universität Berlin gewählt.
1949 erhielt er die Goethe-Plakette der Stadt Frankfurt am Main.
Wiewohl Meinecke den Nationalsozialismus aus persönlicher und politischer Überzeugung ablehnte, empfand er doch die Niederlage im Zweiten Weltkrieg und die Zerstörung des Deutschen Reichs durch die Alliierten als Die deutsche Katastrophe – so der Titel seines in den ersten Jahrzehnten nach dem Zweiten Weltkrieg einflussreichsten Werkes –, was ihm in jüngster Zeit vor allem im Ausland postume Kritik eingetragen hat. In dem genannten Werk finden sich zudem umstrittene, die Juden betreffende Passagen über die Judenemanzipation („Die Juden, die dazu neigen, eine ihnen einmal lächelnde Gunst der Konjunktur unbeachtet zu genießen, hatten mancherlei Anstoß erregt seit ihrer vollen Emanzipation“) und den Antisemitismus in der Weimarer Republik („Zu denen, die den Becher der ihnen zugefallenen Macht gar zu rasch und gierig an den Mund führten, gehörten auch viele Juden. Nun erschienen sie allen antisemitisch Gesinnten als die Nutznießer der deutschen Niederlage und Revolution.“) Meinecke schreibt 1941 in seiner Autobiographie Erlebtes mit Anerkennung über einige jüdische oder „jüdisch versippte“ Freunde und Kollegen.
Im Herbst 1951 wurde das Seminar für Mittelalterliche und Neuere Geschichte der Freien Universität Berlin in Friedrich-Meinecke-Institut (FMI) umbenannt. Das geschichtswissenschaftliche Institut der FU trägt bis heute diesen Namen.
Friedrich Meinecke war mit Antonie Delhaes (1875–1971) verheiratet und hatte mit ihr vier Töchter. Zwei seiner Enkelinnen waren mit den Brüdern Peter und Carl Joachim Classen verheiratet.
Er starb 91-jährig in Berlin.

## Nachleben
Von 1957 bis 1979 erschienen im Stuttgarter Koehler-Verlag, teilweise auch im Münchner Verlag Oldenbourg und im Verlag Toeche-Mittler, Darmstadt, neun Bände seiner Werke, herausgegeben im Auftrag des Friedrich-Meinecke-Instituts der FU Berlin von Hans Herzfeld und anderen; 2012 folgte ein 10. Band.
Seit 2001 wird in Berlin ein Friedrich-Meinecke-Preis für historische Dissertationen verliehen. Zunächst wurde das Preisgeld von emeritierten Professoren des Meinecke-Instituts gespendet, seit 2012 wird der Preis vom Fachbereich Geschichts- und Kulturwissenschaften der FU Berlin und der Friedrich-Meinecke-Gesellschaft verliehen.

## Trivia
Ein Faksimile eines Bildnisses von Meinecke, angefertigt von Konrad von Kardorff, befindet sich seit 2022 im Johann-Friedrich-Danneil-Museum. Bis zum Jahr 2018 galt es als verschollen.

## Werke

### Bibliographie der Arbeiten, Festschriften und Übersetzungen Meineckes und der Sekundärliteratur
- Deutscher Staat und Deutsche Parteien. Beiträge zur deutschen Partei- und Ideengeschichte. Friedrich Meinecke zum 60. Geburtstag dargebracht. Hrsg. von Paul Wentzcke u. a. R. Oldenbourg, München und Berlin 1922 (Digitalisat).
- Historische Zeitschrift. 174, 1952, Heft 2 (Friedrich Meinecke gewidmet; Bibliographie erstellt von Anne-Marie Reinold).
- Friedrich Meinecke Heute. Hrsg. von Michael Erbe, 1981 (Bibliographie erstellt von Monika Fettke bis inkl. 1979).
- Friedrich Meinecke in seiner Zeit. Hrsg. von Gisela Bock und Daniel Schönpflug, 2006 (komplette, Nachträge versammelnde Bibliographie bis teilweise inkl. 2006 erstellt von Stefan Meineke).

### Werke (Gesamtausgabe)
- Band 1: Die Idee der Staatsräson in der neueren Geschichte. 3. Auflage. 1963.
- Band 2: Politische Schriften und Reden. 2. Auflage. 1966.
- Band 3: Die Entstehung des Historismus. 1959.
- Band 4: Zur Theorie und Philosophie der Geschichte. 2. Auflage. 1965.
- Band 5: Weltbürgertum und Nationalstaat. 1962.
- Band 6: Ausgewählter Briefwechsel. 1962 (Digitalisat).
- Band 7: Zur Geschichte der Geschichtsschreibung. 1968.
- Band 8: Autobiographische Schriften. 1969.
- Band 9: Brandenburg, Preußen, Deutschland. Kleine Schriften zur Geschichte und Politik. 1979.
- Band 10: Neue Briefe und Dokumente. 2012.

### Einzelschriften
- 1891: Die deutschen Gesellschaften und der Hoffmannsche Bund. Ein Beitrag zur Geschichte der politischen Bewegungen in Deutschland im Zeitalter der Befreiungskriege.
- 1896: Das Leben des Generalfeldmarschalls Hermann von Boyen. Band 1: 1771 bis 1814 (Habilitationsschrift).
- 1899: Das Leben des Generalfeldmarschalls Hermann von Boyen. Band 2: 1814 bis 1848 (Habilitationsschrift).[2]
- 1906: Das Zeitalter der deutschen Erhebung 1795–1815 (2. Aufl. 1913, 3. Auflage. 1924, 4. Auflage. 1941).
- 1908: Weltbürgertum und Nationalstaat (Werkausgabe, Band 5, Stuttgart 1962, datiert das Vorwort zur Erstauflage korrekt mit 1907, was manchmal irrtümlich als Datum der Erstausgabe angegeben wird).
- 1910: Zur Kritik der Radowitzschen Fragmente (in der Festschrift für Karl Zeumer).
- 1913: Deutsche Jahrhundertfreier und Kaiserfeier. J.C.B. Mohr (Paul Siebeck), Tübingen 1913 (Digitalisat).
- 1913: Radowitz und die deutsche Revolution (Schlussband der Biographie über Joseph Maria von Radowitz von Paul Hassel). Ernst Siegfried Mitter, Berlin 1913 (Digitalisat).
- 1914: Um welche Güter kämpfen wir? (Breisgauer Zeitung, 19. August).
- 1916: Deutschland und der Weltkrieg, 2 Bde., Teubner, Leipzig u. Berlin, 1916 (Mitherausgeber).
- 1917: Probleme des Weltkriegs. Aufsätze (entstanden 1915–1917). R. Oldenbourg, München und Berlin 1917 (Digitalisat).
- 1918: Preußen und Deutschland im 19. und 20. Jahrhundert. Historische und politische Aufsätze.
- 1919: Nach der Revolution. Geschichtliche Betrachtungen über unsere Lage (Aufsätze von 1919). R. Oldenbourg, München und Berlin 1919 (Digitalisat).
- 1924: Die Idee der Staatsräson in der neueren Geschichte. [Hrsg. und eingeleitet von Walther Hofer. Friedrich Meinecke. Werke. Band 1. R. Oldenbourg, München 1957].
- 1926: Die deutschen Universitäten und der heutige Staat. Referate, erstattet auf der Weimarer Tagung Deutscher Hochschullehrer am 23. und 24. April 1926 (mit Wilhelm Kahl und Gustav Radbruch).
- 1927: Geschichte des deutsch-englischen Bündnisproblems 1890–1901.
- 1928: Kühlmann und die päpstliche Friedensaktion von 1917 (Sonderabdruck aus den Sitzungsberichten der Preußischen Akademie der Wissenschaften, Philosophisch-Historische Klasse, 1928, XVII).
- 1932: Über Justus Mösers Geschichtsauffassung. Einleitende Bemerkungen (Sonderausgabe aus den Sitzungsberichten der Preußischen Akademie der Wissenschaften, Philosophisch-Historische Klasse, 1932, I; Vorarbeit zu Die Entstehung des Historismus).
- 1933: Goethes Missvergnügen an der Geschichte (Sonderausgabe aus den Sitzungsberichten der Preußischen Akademie der Wissenschaften, Philosophisch-Historische Klasse, 1933, III; Vorarbeit zu Die Entstehung des Historismus).
- 1933: Staat und Persönlichkeit. Studien.
- 1934: Shaftesbury und die Wurzeln des Historismus (Sonderausgabe aus den Sitzungsberichten der Preußischen Akademie der Wissenschaften, Philosophisch-Historische Klasse, 1934, VII; Vorarbeit zu Die Entstehung des Historismus).
- 1936: Leopold von Ranke. Gedächtnisrede (Sonderausgabe aus den Sitzungsberichten der Preußischen Akademie der Wissenschaften, Philosophisch-Historische Klasse, Festvortrag vom 23. Januar 1936; Vorarbeit zu Die Entstehung des Historismus).
- 1936: Die Entstehung des Historismus [Bd. 1: Vorstufen und Aufklärungshistorie. Bd. 2: Die Deutsche Bewegung]. 2 Bände, R. Oldenbourg, München 1936 (2. Auflage, Leibniz, München 1946, Digitalisat).
- 1937: Schiller und der Individualitätsgedanke. Eine Studie zur Entstehungsgeschichte des Historismus.
- 1939: Vom geschichtlichen Sinn und vom Sinn der Geschichte (Aufsatzsammlung).
- 1941: Erlebtes. 1862–1901 (Autobiografie).
- 1946: Die deutsche Katastrophe. Betrachtungen und Erinnerungen. Eberhard Brockhaus, Wiesbaden (1. Auflage 1946 (Digitalisat), 2. Auflage 1946 (Digitalisat), 3. Auflage 1947 (Digitalisat), 4. Auflage. 1949, zahlreiche Übersetzungen).
- 1948: Ranke und Burckhardt. Ein Vortrag, gehalten in der Deutschen Akademie der Wissenschaften zu Berlin. Akademie-Verlag, Berlin 1948 (Digitalisat).
- 1948: 1848. Eine Säkularbetrachtung. Lothar Blanvalet, Berlin 1948 (Digitalisat).
- 1948: Schaffender Spiegel. Studien zur deutschen Geschichtsschreibung und Geschichtsauffassung. K.F. Koehler, Stuttgart 1948 (Digitalisat).
- 1949: Goethe und die Geschichte. Sonderdruck aus: Die Entstehung des Historismus. Leibniz, München 1949 (Digitalisat).
- 1949: Straßburg, Freiburg, Berlin: 1901–1919. Erinnerungen.